# Streek (Varel)
Streek ist ein Stadtteil von Varel im Landkreis Friesland in Niedersachsen.

## Lage
Streek liegt südöstlich von Varel an der Einmündung der Kreisstraße 108 von Varel nach Jaderberg in die Bundesstraße 437 von Varel nach Rodenkirchen. Im Nordwesten liegt die Vareler Kernstadt und im Osten befindet sich der Vareler Stadtteil Hohenberge. Im Süden schließt sich der Stadtteil Jethausen an und im Südwesten befindet sich der Stadtteil Büppel.

## Geschichte
Der Ort Streek verdankt seine Entstehung einer alten Wegeverbindung zwischen Varel und Oldenburg. Vor 1750 gab es nur zwei Wege von Varel nach Oldenburg, da dazwischen das nur schwer passierbare Moorgebiet nördlich der Wapel lag. Die Verbindungen verliefen von Varel über Obenstrohe und Altjührden in Richtung Wiefelstede oder über Streek, Jethausen, Chorengelshaus nach Jaderberg. 1674 wurden in Streek nur vier Häuser gezählt. Um 1749 wurde von einem „regen Verkehr“ berichtet, der sogar zur Einrichtung einer Gastwirtschaft führte. 1761 hatte der Ort bereits einen Kaufmann. 1800 hatte sich die Anzahl der Häuser auf insgesamt 29 erhöht und zu Albert Meinhard Menzels Gastwirtschaft gehörte ab 1834 ein sogenanntes „Keglerhaus“.
Streek war bis zum 30. Juni 1972 Teil der Gemeinde Varel-Land.